# امیوا (محله)
امیوا (محله) (به اسپانیایی: Amieva (parish)) یک منطقهٔ مسکونی در اسپانیا است که در آستوریاس واقع شده‌است.

## خصوصیات
امیوا ۱۰۷ نفر جمعیت دارد.